# Boarmia metapolia
Boarmia metapolia là một loài bướm đêm trong họ Geometridae.